# 城口报春
城口报春（学名：Primula fagosa）为报春花科报春花属下的一个种。

## 扩展阅读
- 維基物種上的相關：城口报春